# Record de France de natation dames du 100 mètres 4 nages
Progression du record de France de natation sportive dames pour l'épreuve du 100 mètres 4 nages (en bassin de 25 mètres uniquement).

## Bassin de25 mètres
| Temps         | Athlète                   | Naissance | Âge | Club                            | Compétition                   | Lieu        | Date              |
| ------------- | ------------------------- | --------- | --- | ------------------------------- | ----------------------------- | ----------- | ----------------- |
| 1 min 03 s 82 | Céline Bonnet             | 1976      | 18  | CS Clichy 92                    | Coupe du monde                | Paris       | 27 mars 1994      |
| 1 min 03 s 41 | Solenne Figuès            | 1979      | 22  | Dauphins du TOEC                | Coupe du monde (f)            | Paris       | 27 janvier 2001   |
| 1 min 02 s 94 | Sophie de Ronchi          | 1985      | 17  | Manosque E.P.                   | Coupe du monde (s)            | Stockholm   | 23 janvier 2002   |
| 1 min 02 s 77 | Solenne Figuès            | 1979      | 23  | Dauphins du TOEC                | Coupe du monde (s)            | Stockholm   | 23 janvier 2002   |
| 1 min 02 s 33 | Anne-Sophie Le Paranthoën | 1977      | 28  | CS Clichy 92                    | Coupe du monde (f)            | Stockholm   | 19 janvier 2005   |
| 1 min 02 s 10 | Anne-Sophie Le Paranthoën | 1977      | 28  | CS Clichy 92                    | Coupe du monde (f)            | Berlin      | 23 janvier 2005   |
| 1 min 01 s 97 | Sophie de Ronchi          | 1985      | 21  | ES Massy Natation               | Championnats du monde (s)     | Shanghai    | 6 avril 2006      |
| 1 min 01 s 87 | Sophie de Ronchi          | 1985      | 21  | ES Massy Natation               | Championnats du monde (d)     | Shanghai    | 6 avril 2006      |
| 1 min 01 s 42 | Laure Manaudou            | 1986      | 20  | Canet 66 natation               | Championnats de France (f)    | Istres      | 1er décembre 2006 |
| 1 min 01 s 39 | Sophie de Ronchi          | 1985      | 22  | ES Massy Natation               | Coupe du monde (s)            | Stockholm   | 14 novembre 2007  |
| 1 min 00 s 81 | Sophie de Ronchi          | 1985      | 22  | ES Massy Natation               | Coupe du monde (f)            | Stockholm   | 14 novembre 2007  |
| 1 min 00 s 34 | Sophie de Ronchi          | 1985      | 22  | ES Massy Natation               | Championnats de France (f)    | Nîmes       | 7 décembre 2007   |
| 1 min 00 s 14 | Camille Muffat            | 1989      | 19  | Olympic Nice Natation           | Championnats de France (f)    | Angers      | 5 décembre 2008   |
| 1 min 00 s 13 | Sophie de Ronchi          | 1985      | 22  | ES Massy Natation               | Championnats d'Europe (d)     | Rijeka      | 12 décembre 2008  |
| 59 s 98       | Sophie de Ronchi          | 1985      | 22  | ES Massy Natation               | Championnats d'Europe (f)     | Rijeka      | 13 décembre 2008  |
| 59 s 97       | Charlotte Bonnet          | 1995      | 19  | Olympic Nice Natation           | Championnats de France (f)    | Montpellier | 21 novembre 2014  |
| 58 s 99       | Charlotte Bonnet          | 1995      | 21  | Olympic Nice Natation           | Championnats de France (f)    | Angers      | 20 novembre 2016  |
| 58 s 96       | Charlotte Bonnet          | 1995      | 22  | Olympic Nice Natation           | Championnats de France (f)    | Montpellier | 3 décembre 2017   |
| 58 s 67       | Charlotte Bonnet          | 1995      | 23  | Olympic Nice Natation           | Championnats de France (f)    | Montpellier | 18 novembre 2018  |
| 57 s 43       | Béryl Gastaldello         | 1995      | 25  | Cercle des nageurs de Marseille | International Swimming League | Budapest    | 10 novembre 2020  |
| 57 s 30       | Béryl Gastaldello         | 1995      | 25  | Cercle des nageurs de Marseille | International Swimming League | Budapest    | 22 novembre 2020  |
| 56 s 67       | Béryl Gastaldello         | 1995      | 29  | Etoiles 92 Natation             | Championnats du monde         | Budapest    | 13 décembre 2024  |